# Juhani Lamminmäki
Juhani Lamminmäki, född 20 oktober 1960 i Jyväskylä, är en finländsk dirigent. 
Efter studier i violinspel utbildade Lamminmäki sig till orkesterledare i Jorma Panulas dirigentklass vid Sibelius-Akademin, diplom 1987. Detta år erhöll han tredje pris i den nordiska kapellmästartävlingen och har därpå varit ledare för Esbo stadsorkester (1988–1990), Björneborgs stadsorkester (1993–1999) och Bergslagens symfoniorkester. Sedan 1990 är han ledare för kören Suomen Laulu. Lamminmäki, som även har framträtt som operadirigent, har vunnit anseende som dirigent av wienerklassikerna Wolfgang Amadeus Mozart, Joseph Haydn och Ludvig van Beethoven.